# Bezirk Gera
Het district Gera was een van de 14 districten van de Duitse Democratische Republiek. Het district Gera kwam tot stand bij de wet van 23 juli 1952 na de afschaffing van de deelstaten.
Na de hereniging met de Bondsrepubliek in 1990 werd het district Gera opgeheven en ging het grotendeels op in de deelstaat Thüringen. Enkele gemeenten die vroeger bij Saksen hoorden gingen naar de deelstaat Saksen.
Bezirke: Cottbus · Dresden · Erfurt · Frankfurt · Gera · Halle · Karl-Marx-Stadt · Leipzig · Magdeburg · Neubrandenburg · Potsdam · Rostock · Schwerin · Suhl

Overig gebied: Oost-Berlijn